# Хуан Ісідро Хіменес
Хуан Ісідро Хіменес Перейра (ісп. Juan Isidro Jiménez Pereyra; 15 листопада 1846 — 9 травня 1919) — домініканський політик, президент країни після смерті диктатора Улісеса Еро.